# マルケス・デ・ポンバル駅
マルケス・デ・ポンバル駅（ポルトガル語: Estação Marquês de Pombal）はポルトガルのリスボンサント・アントニオ地区にある、リスボンメトロの地下鉄駅。日本語でポンバル侯爵広場駅と訳されることもある。黄色線と青線が乗り入れる乗換駅である。

## 沿革
この駅は1959年12月29日にリスボンメトロが開業した時に設けられた最初の11駅のうちのひとつである。なお、現在の黄色線の駅舎は1995年に黄色線と青線が分離した時に設けられた施設である。

## 駅構造

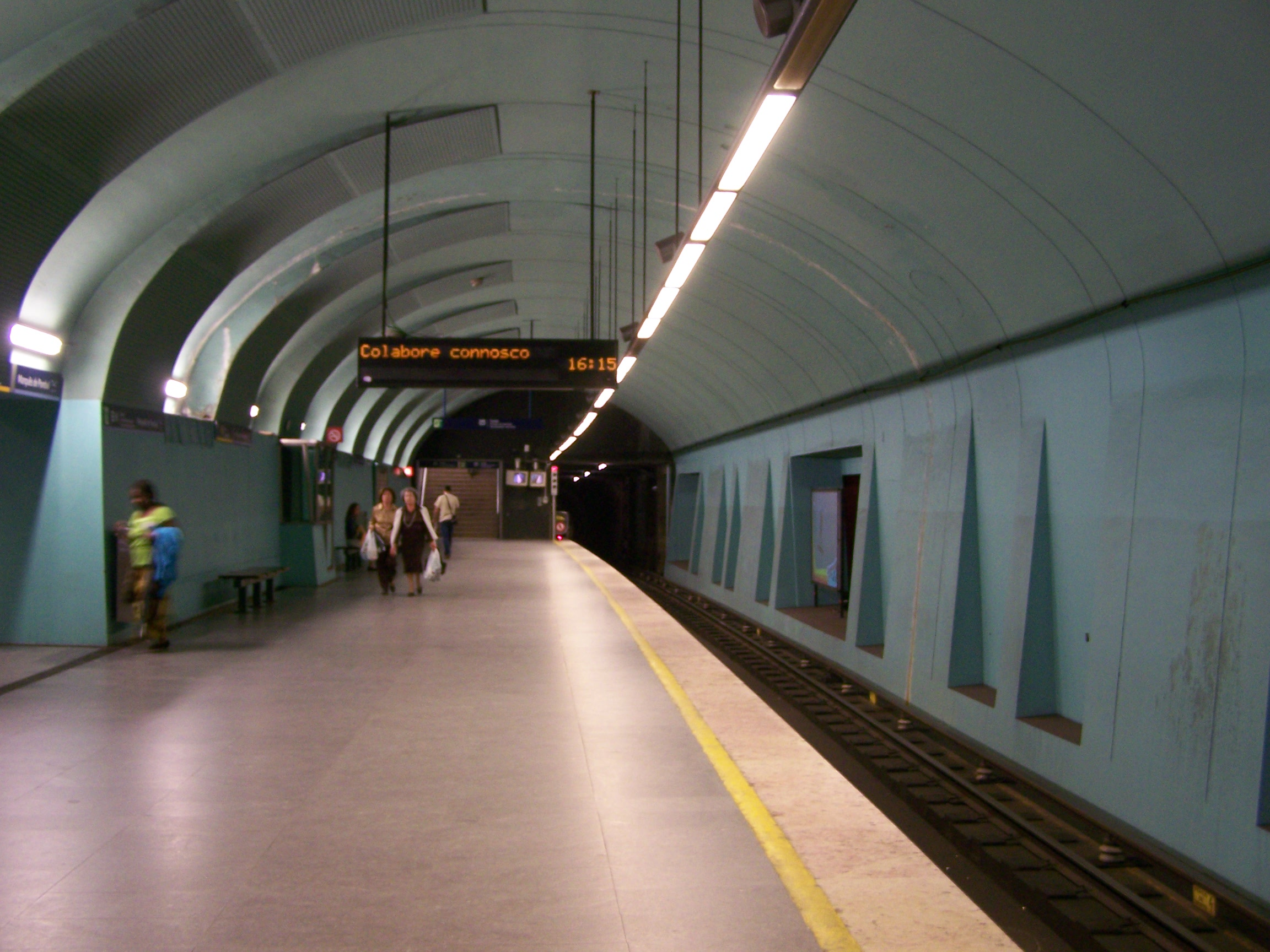
青線ホーム

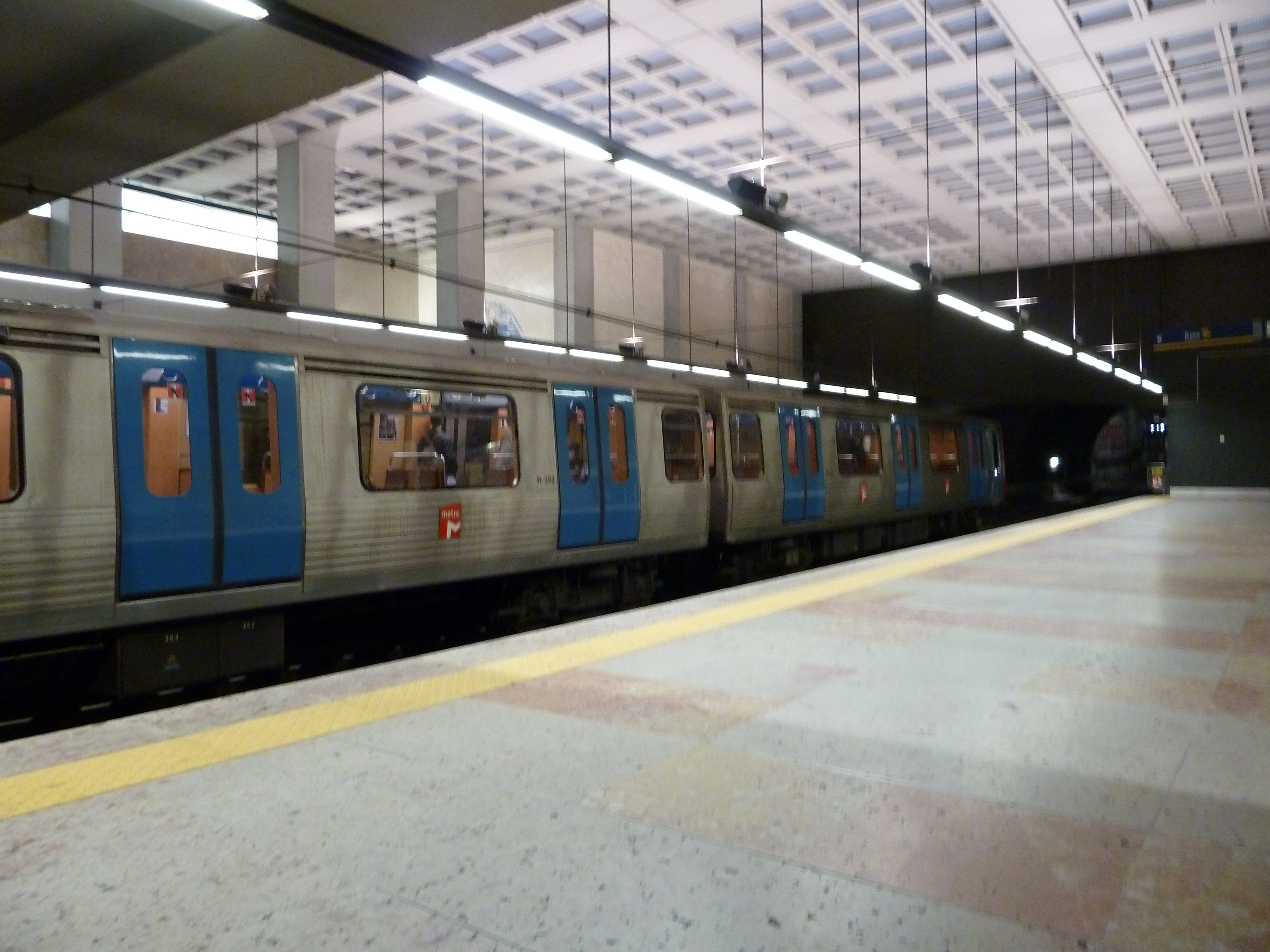
黄色線ホーム

青線は相対式ホーム2面2線の地下駅。青線ホームの線路と線路の間には線路が敷かれていない空間がある。青線の駅施設は建築家フランシスコ・ケイル・ド・アマラルとファルカン・エ・クーニャによって設計され、駅構内のアートは画家マリア・ケイルが手がけた。
黄色線も相対式ホーム2面2線の地下駅。黄色線の駅施設は建築家ドゥアルテ・ヌーノ・シモンエスとヌーノ・シモンエスによって設計され、駅構内のアートは画家メネズが手がけた。

## 駅周辺
駅の北には、1902年に英国国王エドワード7世が訪問した記念として建設されたエドゥアルド7世公園がある。また、南西方向に向かって幅90mのリベルダーデ大通りが延びている。駅から至近のリベルダーデ大通り沿いには在ポルトガル日本大使館がある。
- マルケス・デ・ポンバル広場
- エドゥアルド7世公園（ポルトガル語版）
- リベルダーデ大通り
- 在ポルトガル日本大使館
- リスボン自治大学（英語版、ポルトガル語版）
- サンタ・マリア病院（英語版、ポルトガル語版）
- フォーシーズンズホテル リッツ・リスボン
- ポルトガル映画博物館（英語版、ポルトガル語版）

## 隣の駅
リスボンメトロ
 青線
パルケ駅 - マルケス・デ・ポンバル駅 - アヴェニーダ駅
 黄色線
ピコアス駅 - マルケス・デ・ポンバル駅 - ラト駅